# مستشفى بنشيمول (طنجة)

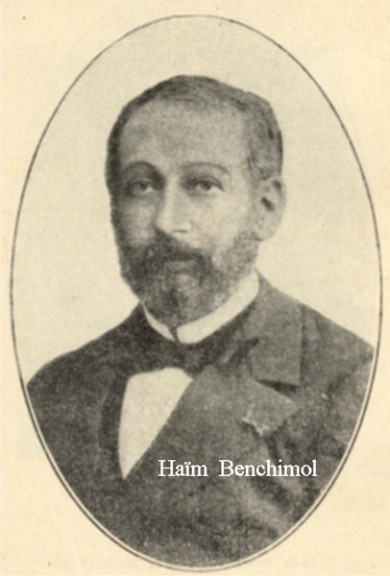
حاييم بنشيمول

مستشفى بنشيمول كان بمثابة مستشفى مخصص للجالية اليهودية في مدينة طنجة، وقد تم إنشاؤه في عام 1904 بمبادرة خيرية من حاييم بنشيمول، الذي سمي المستشفى نسبة له. ولكن كمثل المباني التاريخية الأخرى في مدينة طنجة، لم ينج هذا المستشفى من الضغط الحضري الكبير والتزايد العمراني الذي تعرفه المدينة مما أدى إلى هدمه في الأيام الأولى من أبريل في عام 2010.